# Frank Sturgis
Frank Anthony Sturgis, né Frank Angelo Fiorini le 9 décembre 1924 à Norfolk en Virginie et mort le 4 décembre 1993 à Miami, est un Américain, d'origine italienne. D’abord soutien de la révolution cubaine de Fidel Castro, il est sous contrat avec la CIA à partir de 1963.
Il était aussi le commandant en chef de l'opération clandestine paramilitaire Opération 40 créé par la CIA chargé d'assassiner des opposants politiques, des militaires et des agents secrets étrangers ainsi que de monter des coups d'état. Il a été recherché activement par le Mossad, la CIA, le SVR, le MI6 et la DGSE[réf. nécessaire] pour violation de la convention de Genève et crimes de guerre.

## Biographie

### Jeunesse
Alors qu'il est encore enfant, il déménage avec sa famille à Philadelphie en Pennsylvanie. En 1942, Sturgis rejoint les United States Marine Corps et il est envoyé dans le Pacifique durant la Seconde Guerre mondiale. Après la guerre, Sturgis entre à la Virginia Polytechnic Institute and State University avant de devenir manager de la "Whitehorse Tavern".
Il continue de servir dans l'armée de terre des États-Unis de 1950 à 1952.
Le 23 septembre 1952, Frank Fiorini fait une requête auprès de la Circuit Court of the City de Norfolk, Virginie, le siège de la justice américaine; qui s'occupe aussi des affaires civiles (comme les changements de nom, d'adresse, etc.), pour faire changer son nom en Frank Anthony Sturgis, adoptant ainsi le nom de famille de son beau-père Ralph Sturgis, que sa mère a épousé en 1937.

### Soutien de la révolution cubaine
En 1956, Sturgis part à Cuba. Il voyage régulièrement à Mexico, au Venezuela, Costa Rica, Guatemala, Panama et Honduras.
Il est impliqué dans un trafic d'armes mis en place pour soutenir la révolution cubaine. Le 30 juillet 1958, Sturgis est arrêté pour possession illégale d'armes mais sera relâché sans pour autant être inculpé.
Après que Fidel Castro eut pris le contrôle de Cuba lors de son coup d'État, il est nommé inspecteur en chef des maisons de jeux à Cuba, il est aussi chargé de négocier la réouverture des casinos.

### Agent de la CIA à partir de 1963
En 1975, un rapport de la Commission Rockefeller prouve que « Frank Sturgis n'a pas été employé ou agent de la CIA avant 1963 ».
Sturgis fonde la Brigade anti-communiste. Dans son livre Counter Revolutionnary Agent, Hans Tanner décrit que l'organisation de Sturgis a « été financée par la possession d'hôtels et de jeux d'argent ».  Des preuves suffisantes ont été recueillies pour prouver que Sturgis a participé au débarquement de la baie des Cochons.
Sturgis est également membre de l'Opération 40. Il expliquera plus tard : « ce groupe spécialisé dans les assassinats (Opération 40) avait pour ordres, naturellement, d'assassiner soit des militaires soit des membres des partis étrangers que vous souhaiteriez infiltrés et si nécessaire, assassiner certains membres soupçonnés d'être des agents étrangers. Nous nous concentrions spécialement sur Cuba à cette époque. Mais Opération 40 opérait également hors du Mexique. »

### Implication présumée dans l'assassinat de JFK
Dans un article publié dans le South Florida Sun Sentinel le 4 décembre 1963, le journaliste James Buchanan indique que Sturgis a rencontré Lee Harvey Oswald à Miami, Floride peu de temps avant l'assassinat de John F. Kennedy. Buchanan explique auss qu'Oswald a tenté d'infiltrer la Brigade anti-communiste de Sturgis. Interrogé par le FBI, Sturgis affirmera que Buchanan a mal cité ses paroles.
Selon une note de service envoyée par le directeur du FBI Patrick Gray, à H. R. Haldeman en 1972, "Une de nos sources à Miami dit que Sturgis était, à cette époque très impliqué avec le milieu du crime organisé". Dans son livre L'Assassinat de JFK, Bernard Fensterwald prétend que Sturgis a été fortement impliqué avec la mafia en particulier avec Santo Trafficante et les activités de Meyer Lansky en Floride.
La Commission Rockefeller du Congrès américain de 1974 a enquêté sur les diverses connexions entre Sturgis et Howard Hunt, ces derniers ayant des connexions avec l'assassinat de John F. Kennedy. Plus précisément, la Commission a enquêté sur le fait que Sturgis et Howard Hunt étaient agents de la CIA et qu'ils se trouvaient à Dallas au moment où le président a été assassiné sur Dealey Plaza. Howard Hunt a notamment été accusé par l'appui de Kerry Wendell Thornley, qui disait avoir eu plusieurs discussions avec Hunt pour des tentatives d'assassinat sur JFK entre 1961 et 1963. Le magazine Newsweek a publié des photos montrant trois hommes dont deux qui ressemblaient fortement à Sturgis et Hunt, que l'on vit peu de temps après l'assassinat, derrière la palissade donnant sur la butte herbeuse. D'après un article de ce dernier magazine Newsweek, un rapport officiel a indiqué que les autorités avaient considéré que les deux hommes étaient des « clochards de chemins de fer » se servant des trains comme abris. Les deux hommes furent relâchés sans complément d'enquête.

### 1972: Les bureaux du Watergate
Le 17 juin 1972, Frank Sturgis, Eugenio Martinez, Virgilo Gonzàlez, Bernard Barker, James W. McCord, sont arrêtés pour avoir posé des mouchards électroniques dans les bureaux du Parti démocrate.